# 1946年长春进攻战役
1946年长春进攻战役，是中国共产党领导的军队第一次攻克长春之战。时间为4月14日至18日。

## 战前
1945年11月11日，蒋经国在长春致电蒋中正：苏军同意国军空运部队20日抵达长春。12月7日，蒋经国电报：空运部队抵达长春后的技术问题，如驻地、补给等均达成一致，长春附近的共军已被苏方清除。12月10日，蒋经国报告：预定空运长春接收的国军第五师师长李则芬抵达长春（东北行营主任熊式辉任淞沪警备司令时曾兼任第五师师长），国军到长春后的食宿问题苏方已准备就绪“营舍内装有暖气及卫生设备，官兵服装除已发皮大衣、皮毛鞋外，每人在此可加发新棉被一条。”拟空运的第五师因所属第十一战区第94军不放手而无法开拔，国府决定驻冀东古冶的由原满洲国“铁石部队”（现东北保安第二总队，司令刘德溥，对外称“刘德部队”）空运长春接收主权。1946年1月5日晨未明，8架C-47运输机载200余官兵从北平飞长春。历时15天共空运了八千多“刘德部队”，其中900多是顶着空缺员额临时冒名的流亡关内的东北籍各界人士与商贩。1月19日，蒋经国电告：“空运抵长之部队，全为伪满二十六师原有之官兵。对于此事，苏方及民众皆表不满。”1946年1月10日，熊式辉电示蒋中正，准备收编满洲国军编组为“东北保安第四总队”，参与接收长春：“查收编东北伪军，同时并派员在长春作地下活动，颇著成效。于各省市接收甫行开始，我军尚未控制整个区域，为补兵力不足，及防止奸匪吸收，造成地方紊乱，此项伪军拟酌改编保全。经商得苏方谅解，在长春成立东北保安第四总队，派少将高参陈家珍为总队长。除编成详情另报外谨呈。”苏军对于在长春移交给熊式辉的日械被用来武装原满洲国军部队不满，1月21日东北保安第四总队刚收编组建的一个团开入长春，被苏军视为土匪缴械。
1946年3月下旬，在苏军撤军回国，国民从沈阳向北进攻四平的背景下，中央与毛泽东连续给东北局发电报，指示要“全力控制长、哈两市及中东（铁路）全线”“如果允许，即令周保中部担负占领任务”。
1946年4月，苏军沿中长铁路自南向北撤军回国，国军新1军、第71军尾随撤退的苏军从沈北进攻东北民主联军占据的铁岭、开原、昌图、四平等城。4月4日，时任苏军长春卫戍司令部副司令的周保中向中共长春市委通报苏军撤出长春的确切时间。8日，吉辽军区在卡伦召开军事会议，周保中、林枫作动员报告，陈光下达战斗任务。东北民主联军吉辽军区司令员周保中决定在苏军撤出长春之后，立即向占据长春的国军发起进攻。

### 守军
- 吉林省代主席王滨华
- 长春卫戍司令官陈家祯中将
- 长春卫戍副司令官刘德溥少将 （原满洲国“铁心”部队步兵二十六团团长）
- 长春卫戍司令部督察处长崔志光少将
- 东北保安第二总队：1944年冬满洲国军事部遵照日本关东军的命令，抽调精锐部队，编成代号为“铁石”的师级部队，全部兵力约1.6万余人，进驻冀东，则受当地日本驻军的指挥调遣。铁石部队的指挥中枢是联络处，由满洲国军事部日籍顾问南博彦上校负责，下设参谋处、副官处、军械处、军需处，驻唐山市，与唐山日军联络及部署军事行动。驻佳木斯市的满洲国军第七军管区步兵第二十六团与驻锦州的靖安军步兵第三十七团组成旅级“铁血”部队，还有从骑兵二十一团和骑兵三十八团各抽调一部分组成的骑兵队(相当于两个骑兵连)，铁血部队长为日籍杰野重义少将，队部及骑兵队驻滦县北野鸡坨，步兵二十六团驻滦县西北榛子镇，团长为上校刘德溥,称“刘德部队”；步兵三十七团驻迁安县杨店子，团长为日籍南清一上校。满洲国蒙古军骑兵两个团组成“铁心”部队，部队长为日籍岩田薰少将，辖骑兵第四十七团（团长呼赫巴图尔）、第四十九团（团长郭文通，蒙古族）和一个全是朝鲜族的步兵支队“铁人部队”，驻滦南倴城镇，其任务是负责铁路以南平原地区的“治安肃正”。铁石直属部队：一个团级大车辎重“铁轮”部队、一个营级装甲车“铁虎”部队、一个铁路警护“铁乘”部队、一个宪兵连。1944年12月7日铁石部队正式成立，1945年1月1日开始进驻冀东。1945年8月15日后，“铁心”部队第26团反正，改称“东北挺进军混成第一旅”，刘德溥自任旅长，关瑞玺为步26团团长，申绍志为步37团团长。1945年8月下旬，划归第九路军，改编为暂编独立第一师。1945年10月被东北行营主任熊式辉收编，改编为东北保安第二总队。1946年1月4日空运至长春[2]。刘德溥为少将总队长兼长春城防司令部副司令，吴耀宗任副总队长，李雪松为参谋长。总队司令部设参谋处、副官处、军需处、军医处、军械处和直属队。统辖第四、第五、第六团，官兵总人数为4671人。其中，第5团守南岭。1947年1月，改编为东北第十一保安区，刘德溥任司令。1947年5月，改编为暂编第五十六师，刘德溥任师长。
- 东北保安第四总队：满洲国陆军军官学校及满洲国军在长春的人员于1946年1月初收编组建。总队长陈家祯中将兼长春卫戍司令。按国军乙种师编制，下辖第10、11、12团，直属部队为1个特务营，约计官兵万人左右，于1946年2月份仓促组成。其中第11团由散落在长春周边的满洲国军军官为基干编成。第10团守西飞机场。第11团守兴安桥陆军医院。第12团守总火车站。
- 吉林省地方武装共15个保安大队、1个骑兵大队，共8000人；
- 长春5个警察大队1500余人；
- 200多日军。[3]
- 国军空军第十四地区司令部：司令金恩心，参谋长曹志瑚

### 攻城的东北民主联军
攻城司令员周保中（吉辽军区司令员），政委林枫（吉辽省委书记兼吉辽军区政委）、副司令陈光并负责部署作战计划，副政委张启龙（吉辽军区副政委）。总指挥所驻东南30里的范家店。总兵力1.9万人。1946年4月11日，吉辽军区司令部制定《长春争夺战役作战计划》，预定48小时内占领市中心，主要目标市政府、警察局、电台、银行、东北行营（满炭）、红卍字会、国务院、西飞机场（绿园）、关东军司令部、南岭、北飞机场、宫内府、总车站、东大桥、南大桥、南新京。参战兵力共计19,000人。部署为： 
- 攻城东南纵队：司令员贺庆积（23旅旅长）、政委邓飞（24旅政委）、副司令员吴恒夫（25旅副旅长兼参谋长）、黄思沛（23旅副旅长兼参谋长），总计3500人，包括：
  - 第24旅第70团
  - 第24旅第71团（即延边警1旅第1团，完全是延边龙井朝鲜族组成，团长朴洛权）
  - 第25旅第75团（即警备2旅5团）
  - 伊通、双阳、怀德等县大队；
  - 第2师第6团?
- 攻城东北纵队：司令员曹里怀（吉黑纵队司令员兼政委）[4]，政委谭甫仁（第23旅政委），兵力约6000人，包括：
  - 吉黑纵队：副司令员张庆和、副司令员兼参谋长冯致远，政治部主任刘路明，政治部副主任江学彬，供给部政治委员冯精华
    - 第一大队政委黎原/于克？
    - 第二大队政委傅必福
    - 第三大队政委钟鼎辛
    - 第四大队
    - 骑兵大队
    - 炮兵大队

  - 第23旅
    - 第67团
    - 第68团
    - 第69团

  - 吉辽军区警卫团
  - 榆树县独立团
  - 九台县大队
- 攻城西南纵队：司令员杨国夫（第7师师长）、政委刘其人（第7师政委），总计1.1万余人，3月30日从肇州长途行军，4月4日到达长春以北朱家园子。从西、西南方向进攻。
  - 第7师第20旅、第21旅（欠第62团），共计5个团。
  - 第3师第8旅旅部、刘震率第23团与第3师直属特务一团一个营，共计4个营。
  - 注：第7师第19旅与第62团用于同时发生的齐齐哈尔进攻战斗。

### 战斗经过
1946年4月14日上午，全市举行25万人的群众大会，欢送苏联回国。同日下午两点，周保中指挥东北民主联军部队发动对长春的进攻战役。当天攻占外围的东郊拉拉屯、西南郊孟家屯、西郊大房身、西北郊宋家洼子无线电台、北郊宽城子等要地。15日拂晓，发起对市区总攻。
- 攻城西南纵队：
  - 第7师第20旅第58团占领孟家屯、满映、洪熙街；
  - 第21旅第61团：2营攻打朱家窝棚，战后5连获“英雄连”奖旗；3营扫清机场外围并攻占绿园飞机场，9连留守机场。夺取绿园后，顺势攻占“南新京”（今西解放立交桥一带），沿兴仁大街（今解放大路）向东攻击安民大街（今工农大路）、顺天大街（今新民大街），占领了国务院大楼、满炭会社大楼等要点，配合各路纵队向中央银行压缩。
  - 第63团攻占大房身飞机场；
  - 第23团攻占小房身，沿兴安大街（今西安大路）向市中心大同广场进攻。
  - 4月18日，攻克警察局（今市公安局）大楼、广播电台（今联通公司）大楼。
- 攻城东北纵队：作战地区是长春大街和兴安大路（今西安大路）以北，主要攻击目标是长春火车站、宽城子、关东军司令部（今省委大楼）、官内府（伪皇宫）、关东军宪兵司令部（今省政府大楼）、东大桥、市中心银行大楼等。
  - 第23旅第67团一部于14日下午占领宽城子、宋家洼子无线电台；
  - 第69团于14日攻占东八里堡警署，消灭守军1个营；15日拂晓跨过伊通河，强攻帝宫失利，但攻克帝宫以北的裕昌元面粉厂。16日在两辆坦克支援下强攻帝宫，歼灭固守的铁石部队一个营；
  - 15日凌晨5时发起总攻后，吉黑纵队第1大队（政委于克）、第2大队、第3大队与第67团、第68团强攻长春火车站站前广场建筑群。吉黑纵队张庆和副司令员、冯致远参谋长一人驾驶一辆坦克，开道攻击，吉黑纵队三个大队在炮兵的配合下，轮番进攻，直到夜幕降临，仍未攻下火车站。15日傍晚，经审问俘虏，得知敌第12团指挥所就设在火车站对面的几幢楼房里，还让俘虏画了敌人的炮兵位置、防御情况图。将纵队步兵炮连、迫击炮连配属给一大队，要求晚23时拿下火车站。一大队政委黎原召集各连长开会，重新进行部署，并要求炮连作好炮火准备。15日晚20时整，纵队炮兵连15门步兵炮、迫击炮，直瞄炮击敌团部。炮弹从窗口钻进，在屋里炸开，一大队冲向火车站大楼，与敌逐楼逐层争夺。经四小时激战，守卫车站之敌大部被歼，小部逃进城里，俘敌500多人，缴枪1000余支。至16日拂晓全部肃清守军铁石部队第四总队第12团。16日上午，第67、第68团和吉黑纵队第1、第2、第4大队沿大同大街（今人民大街）南下，67团进攻关东军司令部大楼，68团进攻关东军宪兵司令部大楼，但伤亡惨重未成功。17日早晨，第二、第四2个大队在炮火支援下，跟随4辆坦克向据守关东军司令部大楼，张庆和、冯致远再次驾驶坦克带部队冲击。不料坦克冲进一段距离后，连续坏了两辆，接着坦克上的炮弹也打完了。缺少火力掩护的部队在大马路上既攻不上去又撤不下来，伤亡很大。仅占领占领关东军宪兵司令部大楼。17日当晚，黎原向副司令员张庆和建议二、四大队仍从正面进攻，黎原带一大队4个连迂回到关东军司令部大楼以西连夜发起攻击。随后黎原率一大队穿过儿玉公园（今胜利公园）潜伏到关东军司令部西侧楼外。16日晚21时许，第二、第四大队发起新一轮正面攻击，一大队突然从侧后发起冲击，冲进楼内与敌人展开肉搏。随后正面进攻的部队也冲了进来，占领了关东军司令部大楼。18日攻城东北纵队的四辆坦克也修好，在坦克的引导下，部队经三四个小时的激战，攻占宫内府、康德会馆（后为长春市人民政府大楼）等要点。18日下午从北线压至大同广场。
- 攻城东南纵队
  - 第70团15日攻占长春东站；16日沿长春大衔向市中心挺进。
  - 第71团15日占拉拉屯军官学校、飞机修造场（各有一个连防守）；16日冲破南关大桥防线跨过伊通河占领南关浴池。
  - 14日第75团攻占刁家山、净水厂，15日又攻克守军第5团防守的南岭、农学院等地、沿中央大街向市中心攻击。在大陆科学院（今长春应化所旧楼）遭守军顽强抵抗。贺庆积司令员亲临指挥，调来纵队所有火炮，掩护一营攻克大楼，同时二营攻克东北方的满洲国政法学院大楼。16日经二小时战斗占领新京医科大学（现东北师大）。在今解放大路和人民大街交会处东南角的满洲国禁烟总局大楼（今吉林财经大学主楼），东南纵队贺庆积司令员、邓飞政委、吴恒夫副司令员向路口西北角的万字会大楼观察敌情时，吴恒夫遭敌机枪射击当场牺牲，时年32岁。16日黄昏75团攻占“卐字会”大楼。
  - 4月18日中午，第70团攻占了般若寺；14时，第75团攻占了市公署大楼（今市委大楼），守军被压缩到中央银行大楼内。17时中央银行大楼内上千名守军突然冲出，把大同广场（今人民广场）的东南纵队第75团压到民康路口，广场东南民康路与长春大街中间的一座大土包后面就是东南纵队指挥所、附近还有几千名俘虏和缴获的大量枪支弹药。贺庆积、黄思沛冲上民康路，带头率领第75团向敌冲击展开了空前残酷的白刃战。双方白刃拼刺刀激战近1小时，血漫脚脖子，双方均伤亡惨重。敌军发现了东南纵队指挥部展开炮击，司令员贺庆积被炮弹炸中头部双眼受重伤昏迷，后只保住了右眼；东南纵队副司令员黄思沛手臂负伤；朴洛权腹部中刺刀，后送去吉林市的路上流血过多牺牲。东南纵队投入了预备队第71团才顶住突击。至19时战斗全部结束。

## 结局
此战歼守敌2000余人，俘虏16 000余人(内有200余名日本人)。缴获飞机1架，各种炮56门、机枪432挺，长短枪1.16万支，子弹110万发。长春卫戍司令官陈家祯中将、吉林省代主席王滨华、长春市长赵君迈、长春警察局长张炯、教育局长周百阶、中央社长春分社主任刘竹舟等50余名接收要员被俘。后根据军事调处最高三人小组的决定，赵君迈于7月12日在哈尔滨乘飞机礼送出境。第二总队长刘德溥少将成功逃出长春。
东北民主联军伤亡1700余人。75团（即警2旅5团）的政委、副团长、团参谋长以下180多人伤亡。4月19日，中共中央致电东北局：“彭林并转周、陈高：占领长春，对东北及全国大局有极大影响，望对有功将士嘉奖”。中共委派市长刘居英，市委副书记石磊、市政府秘书长张文海、公安局局长张化东等接管城市。
4月22日，彭真率东北局机关从梅河口镇和海龙镇向长春转移，于23日进入长春市。
5月22日午夜，中共的党政军力量撤出长春，分两路撤向哈尔滨与吉林市。5月23日，国军新六军占领长春。